# Verzorgingsplaats Veenborg
Verzorgingsplaats Veenborg is een Nederlandse verzorgingsplaats langs de A7 Bad Nieuweschans-Zaandam tussen afritten 40 en 39 bij Scharmer in de gemeente Midden-Groningen.
De naam komt van de gelijknamige borg in de buurt van de verzorgingsplaats. Een borg is een groot versterkt huis of kasteel, dat men voornamelijk in de provincie Groningen vindt.
Bij de verzorgingsplaats is een tankstation van TotalEnergies aanwezig. In september 2011 zijn middels een veiling de huurrechten van het pompstation verkocht. TotalEnergies (destijds Total) heeft in dat jaar voor 3,8 miljoen euro de rechten gekocht om voor de komende 15 jaar hier brandstof te verkopen. In 2024 is er een Fastned-laadstation voor elektrische auto's in gebruik genomen.
Aan de andere kant van de snelweg ligt even verderop verzorgingsplaats Dikke Linde.